# Argoszi-dinasztia
Az Argoszi-dinasztia (Argaedák) vagy Temenida-dinasztia egy ókori makedóniai uralkodóház.

## Története
A dinasztiát bizonyos Temenosz leszármazottja, I. Perdikkasz alapította meg i. e. 650 körül. Ezt követően leszármazottai uralkodtak mintegy 340 éven át. A család leghíresebb tagja a görög területeket meghódító II. Philipposz, és fia, az Egyiptomot és az Óperzsa Birodalmat is királysága részévé tevő III. Alexandrosz vagy ismertebb nevén Nagy Sándor (i. e. 330-as évek).
A dinasztia nem sokkal később, i. e. 309-ben halt ki Nagy Sándor két fiával, IV. Alexandrosszal és fivérével, Héraklésszel. Haláluk zűrzavaros időszak következett, a birodalom pedig részeire esett szét.
A család Egyiptomban az utolsó előtti, XXXII. dinasztiának felel meg uralkodása idején (i. e. 332–309).

## A dinasztia uralkodói
| Uralkodó                                      | Uralkodott          | Görög név          | Megjegyzés                                                                      |
| --------------------------------------------- | ------------------- | ------------------ | ------------------------------------------------------------------------------- |
| I. Perdikkasz                                 | i. e. 700–i. e. 678 | Περδίκκας Αʹ       | bizonytalan dátum, 650 körüli is feltehető                                      |
| I. Argaiosz                                   | i. e. 678–i. e. 640 | Ἀργαῖος Αʹ         | bizonytalan dátum                                                               |
| I. Philipposz                                 | i. e. 640–i. e. 602 | Φίλιππος Αʹ        | bizonytalan dátum, halálának ideje 588 körülre is tehető                        |
| I. Aeroposz                                   | i. e. 602–i. e. 576 | Ἀέροπος Αʹ         | 588?-568?                                                                       |
| I. Alketasz                                   | i. e. 576–i. e. 547 | Ἀλκέτας Αʹ         | 568?-540?                                                                       |
| I. Amüntasz                                   | i. e. 547–i. e. 498 | Ἀμύντας Αʹ         | 540?-495?                                                                       |
| I. Alexandrosz                                | i. e. 498–i. e. 454 | Ἀλέξανδρος Αʹ      | 495?-454?                                                                       |
| II. Alketasz                                  | i. e. 454–i. e. 448 | Ἀλκέτας Βʹ         | Egyes szerzők nem számítják az uralkodók közé                                   |
| II. Perdikkasz                                | i. e. 448–i. e. 413 | Περδίκκας Βʹ       | 454?-413; a makedón uralkodóház első biztos dátuma II. Perdikkasz halálának éve |
| I. Arkhelaosz                                 | i. e. 413–i. e. 399 | Ἀρχέλαος Αʹ        |                                                                                 |
| Kraterosz                                     | i. e. 399           | Ὀρέστης            |                                                                                 |
| Oresztész                                     | i. e. 399–i. e. 396 | Ὀρέστης            |                                                                                 |
| II. Aeroposz                                  | i. e. 399–i. e. 396 | Ἀέροπος Βʹ         |                                                                                 |
| II. Arkhelaosz                                | i. e. 396–i. e. 393 | Ἀρχέλαος Βʹ        |                                                                                 |
| II. Amüntasz                                  | i. e. 393           | Ἀμύντας Βʹ         |                                                                                 |
| Pauszaniasz                                   | i. e. 393           | Παυσανίας          |                                                                                 |
| III. Amüntasz                                 | i. e. 393           | Ἀμύντας Γʹ         |                                                                                 |
| II. Argaiosz                                  | i. e. 393–i. e. 392 | Ἀργαῖος Βʹ         |                                                                                 |
| III. Amüntasz (2x)                            | i. e. 392–i. e. 370 | Ἀμύντας Γʹ         |                                                                                 |
| II. Alexandrosz                               | i. e. 370–i. e. 368 | Ἀλέξανδρος Βʹ      |                                                                                 |
| Ptolemaiosz (Alorosz)                         | i. e. 368–i. e. 365 | Πτολεμαῖος         | Kormányzó                                                                       |
| III. Perdikkasz                               | i. e. 368–i. e. 359 | Περδίκκας Γʹ       |                                                                                 |
| IV. Amüntasz                                  | i. e. 359–i. e. 356 | Ἀμύντας Δʹ         | mh. i. e. 336                                                                   |
| II. Philipposz (szül. i. e. 382)              | i. e. 356–i. e. 336 | Φίλιππος Βʹ        | Kormányzó: i. e. 359-től                                                        |
| III. Alexandrosz (szül. i. e. 356)            | i. e. 336–i. e. 323 | Ἀλέξανδρος ὁ Μέγας | általában „Nagy Sándor” néven említik; Perzsia és Egyiptom uralkodója is        |
| III. Philipposz Arrhidaiosz (szül. i. e. 359) | i. e. 323–i. e. 317 | Φίλιππος Γʹ        | Perzsia és Egyiptom uralkodója is                                               |
| IV. Alexandrosz (szül. i. e. 323)             | i. e. 323–i. e. 309 | Ἀλέξανδρος Δʹ      | Perzsia és Egyiptom uralkodója is                                               |

## További irodalom
- Uralkodók és dinasztiák: Kivonat az Encyclopædia Britannicából. Szerk. A. Fodor Ágnes – Gergely István – Nádori Attila – Sótyné Mercs Erzsébet – Széky János. Budapest: Magyar Világ. 2001.  ISBN 963 9075 12 4